# 荘勝雄
荘 勝雄（そう かつお、日本名：坂元 良嘉（さかもと よしか）、1959年2月1日 - ）は、台湾（中華民国）の台南市出身の元プロ野球選手（投手）で野球指導者。右投げ右打ち。輔仁大学卒業。1991年に帰化。

## 経歴

### 選手時代
大学卒業後、体育講師の職に就きながら台湾代表のエースとして1983年のIBAFインターコンチネンタルカップで5勝し銅メダル獲得、最優秀投手に選出。1984年のロサンゼルスオリンピックにも出場、郭泰源と共に先発を務め、ここでも銅メダル獲得に大きく貢献。
1985年、26歳で体育講師を辞してロッテに外国人助っ人として加入。先発・抑えにフル回転し11勝4セーブ（10敗）の成績を残す。郭泰源の代役ながらオールスターにも出場し、7・8回を共に三者凡退で抑えた。
2年目の1986年は6月上旬まで先発ローテーションを務めたが、抑えのいないチーム事情もあり、監督の稲尾和久の意向で抑えに転向。10連続セーブポイント（当時のパ・リーグ記録）・18セーブを挙げ、リリーフ主体ながら規定投球回にも達した。
スタミナを買われ、1987年から先発に定着。1989年まで3年連続で15完投・200イニングを超え、初年度から5年連続で2桁勝利を記録。低迷期のチームにあって、晩年の村田兆治、平成から台頭する小宮山悟・伊良部秀輝らの間をつなぐエース級の働きを見せた。
1989年6月7日には郭泰源との直接対決が実現。西武球場で9回を投げ合い、愛甲猛の本塁打による1対0で完封勝利し、荘はこのゲームを「ベストゲームだった」と振り返っている。
1990年は右肩痛を発症し開幕2軍スタートと出遅れ、シーズン後半はリリーフに回る。この年から監督になった金田正一の勧めで同年5月に帰化を申請、1991年12月2日に日本国籍を取得し、日本人選手として登録される。しかし以後は成績が急落し、1992年から1994年までの3年間勝ち星なしに終わる。チームが千葉に移ってからは精彩を欠いており、1994年オフに戦力外になりかけるも、GMに就任した広岡達朗の意向で留まった。1995年8月11日にリリーフ登板で約4年ぶりの勝利を収めたが、この年限りで引退した。

### 現役引退後

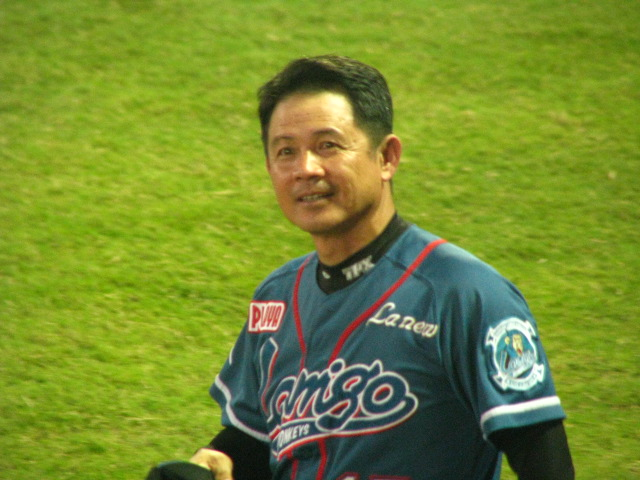
Lamigoモンキーズでのコーチ時代
(2012年9月8日)

1996年にコーチ就任、1997年はチームスタッフを務め、1998年よりコーチに復帰。2009年限りでコーチを退任。2010年からはチーム統括部テクニカルコーチとなり、ロッテ球団提携先の中国・江蘇ホープスターズに派遣され監督を務めた。2011年、やはりロッテ球団提携先の台湾・Lamigoモンキーズの顧問として迎えられ、3年間投手コーチを務めた。
2014年からはロッテの球団職員として働いていたが、同年3月6日にBCリーグ、福井ミラクルエレファンツへトレーニングコーチとして派遣されることが発表された。当初は9月15日までの予定であったが、2015年以降も福井に派遣された。
2016年からは投手チーフコーチを務めた。2017年シーズン終了後、契約期間満了に伴い、福井のコーチを退任した。
2020年、台湾の野球殿堂である台湾棒球名人堂（第7回）で49票の得票を得て、郭泰源らと共に殿堂入りした。

## プレースタイル
1980年代後半のロッテを代表する助っ人にして、「二郭一荘」と呼ばれ、地元・台湾では郭源治（中日）・郭泰源（西武）と並ぶ国民的英雄である（ちなみに源治の方が先に日本に帰化した）。源治は大学の先輩でもある。4年半での50勝到達は「二郭」よりも早く、台湾出身のNPB選手として最短である。
速球派だった「二郭」と比べると技巧派タイプで、制球力を最大の武器とした。球種は最速148キロの速球と、シュート、カーブ、スライダーに加えナックルボールを操った。全盛期はスタミナ豊富なイニングイーターで完投も多く、ロッテのエース格として活躍した。
1989年にはリーグ最多の15敗を記録するなど、好不調の波が激しいタイプであったが、当時、貧打にあえいでいたロッテでは、援護点をあまり得られなかったことも関係している。その1989年は4完封を記録しており、調子の良い時は黄金時代の西武打線さえ手も足も出ない程の投球を見せた。

## 詳細情報

### 年度別投手成績
| 年 度      | 球 団      | 登 板 | 先 発 | 完 投 | 完 封 | 無 四 球 | 勝 利 | 敗 戦 | セ 丨 ブ | ホ 丨 ル ド | 勝 率 | 打 者 | 投 球 回 | 被 安 打 | 被 本 塁 打 | 与 四 球 | 敬 遠 | 与 死 球 | 奪 三 振 | 暴 投 | ボ 丨 ク | 失 点 | 自 責 点 | 防 御 率 | W H I P |
| ---------- | ---------- | ----- | ----- | ----- | ----- | -------- | ----- | ----- | -------- | ----------- | ----- | ----- | -------- | -------- | ----------- | -------- | ----- | -------- | -------- | ----- | -------- | ----- | -------- | -------- | ------- |
| 1985       | ロッテ     | 34    | 22    | 9     | 1     | 1        | 11    | 10    | 4        | --          | .524  | 669   | 158.1    | 162      | 13          | 49       | 4     | 4        | 86       | 4     | 1        | 83    | 73       | 4.15     | 1.33    |
| 1986       | ロッテ     | 49    | 10    | 5     | 1     | 0        | 11    | 5     | 18       | --          | .688  | 578   | 143.0    | 120      | 18          | 46       | 7     | 2        | 130      | 13    | 0        | 52    | 50       | 3.15     | 1.16    |
| 1987       | ロッテ     | 28    | 28    | 20    | 0     | 3        | 13    | 11    | 0        | --          | .542  | 952   | 230.2    | 215      | 20          | 75       | 4     | 2        | 121      | 9     | 0        | 95    | 85       | 3.32     | 1.26    |
| 1988       | ロッテ     | 29    | 28    | 16    | 2     | 0        | 13    | 14    | 0        | --          | .481  | 840   | 201.0    | 188      | 30          | 83       | 4     | 4        | 82       | 7     | 0        | 98    | 92       | 4.12     | 1.35    |
| 1989       | ロッテ     | 28    | 27    | 15    | 4     | 0        | 11    | 15    | 0        | --          | .423  | 912   | 207.1    | 205      | 22          | 112      | 1     | 6        | 101      | 9     | 0        | 106   | 97       | 4.21     | 1.53    |
| 1990       | ロッテ     | 33    | 11    | 3     | 0     | 0        | 5     | 14    | 9        | --          | .263  | 499   | 115.0    | 119      | 10          | 45       | 2     | 1        | 68       | 2     | 0        | 60    | 54       | 4.23     | 1.43    |
| 1991       | ロッテ     | 29    | 15    | 6     | 1     | 0        | 5     | 8     | 2        | --          | .385  | 504   | 116.2    | 115      | 18          | 52       | 5     | 3        | 47       | 4     | 0        | 61    | 55       | 4.24     | 1.43    |
| 1992       | ロッテ     | 15    | 1     | 0     | 0     | 0        | 0     | 1     | 0        | --          | .000  | 148   | 33.0     | 37       | 7           | 15       | 0     | 0        | 12       | 3     | 0        | 21    | 21       | 5.73     | 1.58    |
| 1993       | ロッテ     | 21    | 8     | 0     | 0     | 0        | 0     | 5     | 0        | --          | .000  | 264   | 56.0     | 60       | 2           | 35       | 0     | 1        | 24       | 1     | 0        | 30    | 24       | 3.86     | 1.70    |
| 1994       | ロッテ     | 12    | 0     | 0     | 0     | 0        | 0     | 0     | 0        | --          | ----  | 88    | 17.1     | 23       | 2           | 13       | 0     | 0        | 11       | 4     | 0        | 19    | 19       | 9.87     | 2.08    |
| 1995       | ロッテ     | 19    | 0     | 0     | 0     | 0        | 1     | 0     | 0        | --          | 1.000 | 126   | 27.0     | 36       | 4           | 10       | 3     | 0        | 11       | 1     | 0        | 20    | 18       | 6.00     | 1.70    |
| 通算：11年 | 通算：11年 | 297   | 150   | 74    | 9     | 4        | 70    | 83    | 33       | --          | .458  | 5580  | 1305.1   | 1280     | 146         | 535      | 30    | 23       | 693      | 57    | 1        | 645   | 588      | 4.05     | 1.39    |

- 各年度の太字はリーグ最高

### 記録
初記録
- 初登板：1985年4月10日、対阪急ブレーブス2回戦（阪急西宮球場）、8回裏に3番手として救援登板・完了、1回2失点（自責点0）
- 初奪三振：同上、8回裏に福原峰夫から
- 初勝利：1985年4月13日、対西武ライオンズ1回戦（川崎球場）、10回表に3番手として救援登板・完了、2回無失点
- 初先発・初先発勝利・初完投勝利：1985年4月16日、対近鉄バファローズ1回戦（日生球場）、9回1失点
- 初セーブ：1985年5月11日、対近鉄バファローズ7回戦（藤井寺球場）、8回裏に3番手として救援登板・完了、2回無失点
- 初完封勝利：1985年5月31日、対近鉄バファローズ9回戦（平和台球場）

節目の記録
- 1000投球回：1990年7月4日、対日本ハムファイターズ13回戦（東京ドーム）

その他の記録
- 毎回奪三振：1987年8月20日、対西武ライオンズ戦、 毎回1奪三振ずつの計9奪三振は史上3人目[14]
- 5年連続二桁勝利：1985年-1989年、外国人投手ではジーン・バッキーについで史上2人目、1年目からでは史上初[15]
- オールスターゲーム出場：1回 （1985年）

### 背番号
- 15 （1985年 - 1995年、2011年 - 2013年）
- 82 （1996年）
- 97 （1997年 - 1999年）
- 88 （2000年 - 2009年）
- 75 （2010年）
- 81 （2014年 - 2017年）